# Арне Бендіксен
Арне Йоахім Бендіксен (норв. Arne Joachim Bendiksen; нар. 19 жовтня 1926 – пом. 26 березня 2009) — норвезький співак, композитор і продюсер, якого в Норвегії називали «батьком поп-музики».

## Кар'єра
Бендіксен народився в Бергені, Норвегія. У 1950-х, 1960-х та 1970-х роках він був головною фігурою норвезької популярної музики. Спочатку як член групи The Monn Keys, пізніше як соліст та композитор для інших виконавців. Окрім написання власних пісень, він також переклав багато іноземних хітів на норвезьку мову, зробивши їх норвезькими хітами. Арне Бендіксен кілька разів брав участь у відборах Норвезького конкурсу пісні Євробачення, як виконавець, так і автор пісень. Тричі представляв Норвегію на Євробаченні як співак; в 1964 р. (Євробачення 1964 р.) із Spiral у ролі співака, в 1973 р. (конкурс пісні Євробачення 1973 р.) з Å, for et spill та в 1974 р. (Конкурс пісні Євробачення 1974 р.) з Hvor er du?. Чотири рази він брав участь у ролі композитора, що найбільше запам'ятовується як автор пісні Intet er nytt under solen для Осе Клівленд під час виступу в 1966 році (Євробачення), яка посіла третє місце.
Починаючи з 1964 року він був босом власної звукозаписної компанії. Завдяки йому такі популярні артисти, як Венче Майре та Кірсті Спарбое, досягли популярності. Однак у фіналі пісенного конкурсу Євробачення 1969 року Норвегія отримала лише 1 бал за пісню Oj, oj, oj, så glad jeg skal bli, яку створив Арне Бендіксен та виконала Кірсті Спарбое.
Арне не дозволив цьому зруйнувати йому настрій, і він продовжував свою віддану роботу співаком / автором пісень протягом 1970-х. У 1980-х він дебютував у популярній дитячій касетній індустрії та випустив свою головну дитячу роботу Barnefest i Andeby - Дитяча вечірка в Дакбурзі - касету, наповнену запам'ятовуючими піснями про різних героїв Діснея, що населяють вигадане місто Дакбург. Ця популярна касета отримала продовження, випущене спеціально до Різдва, під назвою Jul i Andeby - Різдво в Дакбурзі.
У червні 2006 року його нова, власноруч складена дитяча музична сцена дебютувала в маленькій початковій школі «Ф'єлстранд Сколе» в Несоддені, Акерсхус.
Арне Бендіксен помер 26 березня 2009 року, після того, як протягом короткого періоду хворів. Причиною смерті стала серцева недостатність.  

## Відомі пісні
- «Jeg vil ha en blå ballong»
- «Intet er nytt under solen»
- «Oj, oj, oj, så glad jeg skal bli»
- «Lykken er . . .»
- «Og han kvakk-, kvakk-, kvakk-, kvakk-, kvakker når han ser, pengene blir fler 'og fler'!»
- «Knekke egg»
- «Det blir ikke regn i dag»